# Honoriusz II Grimaldi
Honore II Grimaldi, książę Monako, książę Valentinois (ur. 24 grudnia 1597 w Monako, zm. 10 stycznia 1662 w Monako), senior Monako od 21 listopada 1604 do 1612, 1. książę Monako od 1612 do 10 stycznia 1662, syn seniora Herkulesa I Grimaldi i damy Marii Grimaldi.

## Dzieciństwo i młodość
Honoriusz urodził się 24 grudnia 1597 w Monako. Jego rodzicami byli Herkules I Grimaldi, senior Monako i jego małżonka, Maria Landi. Miał dwoje rodzeństwa: Joannę, po mężu hrabinę Trivulzio (ur. 1596, zm. 1620) i Marię Klaudię, karmelitankę w Genui (ur. 1599, zm. ?). Jego dziadkami ze strony ojca byli senior Monako, Honoriusz I Grimaldi i jego małżonka, dama Izabela Grimaldi. Jego matka zmarła przy narodzinach najmłodszej córki, Marii Klaudii.

## Książę Monako
Ojciec przyszłego pierwszego w dziejach księcia Monako, senior Herkules, został zamordowany 21 listopada 1604 roku, kiedy chłopiec miał niespełna siedem lat. Po tym wydarzeniu razem z siostrą Joanną byli ukrywani przez rodzinę w podziemiach zamku. Obawiano się, że Honoriusz również może zostać zabity. Wówczas do Monako przybył Fryderyk Landi, książę de Valtedare z Mediolanu. Został on regentem chłopca od 29 listopada 1604 do 1616 roku. Rozpoczął postępowanie przeciwko zabójcom Herkulesa, który był mężem jego siostry. Wrócił do Mediolanu w celu podpisania umowy z rządem Hiszpanii na stacjonowanie garnizonu w Monako. Traktat podpisano 26 lutego 1605. Zmieniał on warunki protekcji. Monako zachowywało swoją niezależność i „prawo morskie”, a Hiszpania miała prawo do posiadania załogi wojskowej w twierdzy.
W marcu 1605 po zainstalowaniu 200 żołnierzy hiszpańskich na Skale, regent zabrał swojego siostrzeńca do Mediolanu na dziesięć lat. Postanowił, że podopieczny przyjmie tytuł księcia. W tym celu, na dokumencie z 1612 zamieścił słowa: Honoriusz II, z łaski Bożej panujący Książę i Pan Monako, Menton i Roquebrune.... Rząd hiszpański na te słowa nie zareagował. Honoriusz II powrócił do swojego księstwa 21 października 1615. Jego siostra Joanna nie opuszczała Monako. Jej mąż, hrabia Teodor Trivulzio miał piętnastoletnią siostrę, Hipolitę Trivulzio. To ona została żoną księcia Honoriusza i pierwszą w dziejach księżną Monako.
Honoriusz czuł się źle z powodu stacjonowania garnizonu hiszpańskiego i postanowił uniezależnić się od tego kraju. Zwrócił się do kardynała Richelieu, pierwszego ministra króla Francji, Ludwika XIII. Upłynęło pięć lat, gdy podpisano traktat w Peronne, przyznający protekcję księstwu Monako. Traktat z dnia 14 września 1641 wprowadzał do Monako 500 (4 kompanie) żołnierzy na koszt króla Francji. Garnizon miał być pod rozkazami księcia Monako. Traktat uznawał niezależność połowy Mentony i Roquebrune, utraconą za czasów seniora Jana I Grimaldi. Należało go teraz jedynie wprowadzić w życie. Francja była jednak zaangażowana w wojnę trzydziestoletnią.
Monako było strefą okupowaną, a listy Honoriusza II o pomoc francuską ignorowano. Po upłynięciu dziesięciu lat Honoriusz II postanowił wziąć sprawy w swoje ręce. 17 listopada 1641 wieczorem, przy huraganowym wietrze, książę z małym oddziałem Monakijczyków zaatakował i zmusił Hiszpanów do poddania się. Honoriusz otrzymał wtedy obiecaną protekcję od Francji.
16 kwietnia 1642 książę wypłynął z Marsylii i został przyjęty przez Ludwika XIII w pobliżu kwatery królewskiej w Perpignan. 22 maja otrzymał Order Św. Michała i Order ze Wstęgą Ducha Świętego. W Narbony, w drodze powrotnej dostał listy królewskiej pasujące go na księcia (diuka) i pana na włościach, z dobrami w postaci księstwa Valentinois w Delfinacie. Majątek znajdujący się w Prowansji był dziesięciokrotnie większy od Monako. W styczniu 1643 otrzymał od króla Francji tytuł hrabiego de Carladez w Owernii. Była to rekompensata za utracone seniorie na rzecz Hiszpanów we Włoszech.
Honoriusz II znajdował się pod wpływem kultury francuskiej. Podjął starania o przekształcenie zamku w „pałac”. Zamek rozbudowywano, a jego wnętrza wystrajano stylem mediolańskim. Do komnat pałacowych wstawiono drogie meble zdobione złotem. W zachodniej części pałacu założono ogród z fontannami. Książę założył zespół taneczny oraz zgromadził ponad 700 obrazów różnej tematyki (pejzaże, sceny religijne, portrety itp.). Autorami tych obrazów byli tacy wielcy mistrzowie, jak Tycjan, Rafael Santi, Peter Paul Rubens oraz Albrecht Dürer. Książę sprowadzał także gobeliny ze scenami mitologicznymi i z Nowego Testamentu. Uruchomił pierwszą mennicę w Monako. Organizował barwne święta religijne.
Jego następcą miał zostać jedyny syn - Herkules Grimaldi. Mężczyzna został jednak zastrzelony 2 sierpnia 1651 i zmarł. Wówczas następcą tronu został starszy syn Herkulesa, Ludwik I Grimaldi. Honoriusz pod koniec życia skupił się na znalezieniu dla niego odpowiedniej żony - wybór padł na Katarzynę Charlotte de Gramont. Do ślubu doszło w 1660.
Książę Honoriusz II zmarł 10 stycznia 1662 w Monako. Od lat cierpiał na podagrę. Nowym księciem Monako został Ludwik I Grimaldi, jego wnuk, który wraz z rodziną zamieszkał w Paryżu.

## Małżeństwo i rodzina
Książę Honoriusz II, już jako pierwszy w dziejach książę Monako, poślubił siostrę swojego szwagra, Hipolitę Trivulzio dnia 13 lutego 1616, czyniąc ją księżną Monako. Małżonkowie mieli jednego syna, Herkulesa Grimaldi, urodzonego 26 grudnia 1623. Mężczyzna przeżył jednak tylko dwadzieścia osiem lat. Już jako osiemnastolatek poślubił Aurelię Spinola, z którą miał siedmioro dzieci, w tym najstarszego syna Ludwika, przyszłego księcia Monako.